# Intel 810

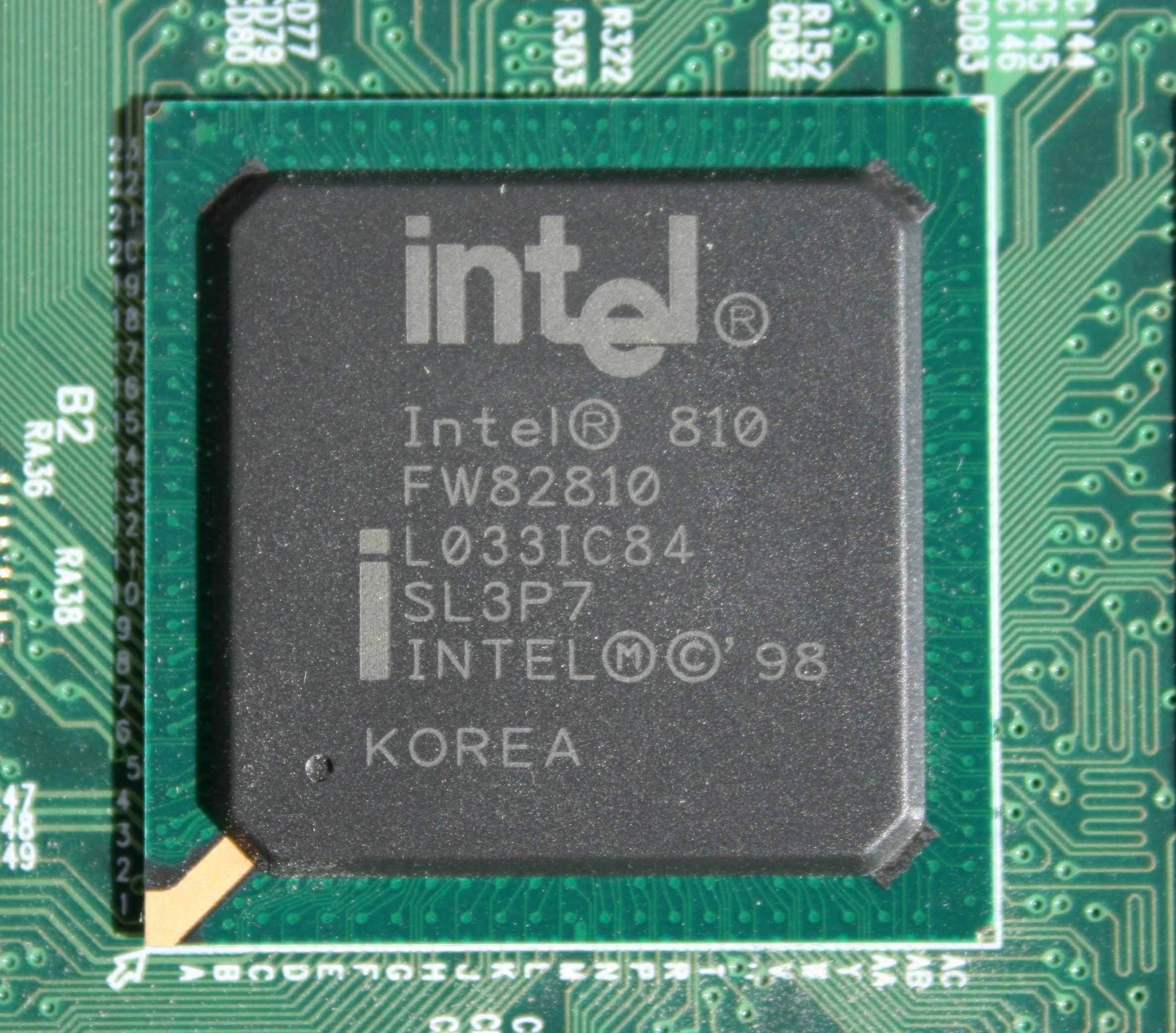
Intel 810 chipset

El chipset Intel i810 fue lanzado por Intel a principios de 1999 con el nombre en clave "Whitney" como una plataforma para la serie de procesadores basados en la microarquitectura P6 en Socket 370, incluyendo el Pentium III y Celeron. Algunos diseños de placa base incluye una ranura para los mayores procesadores de Intel o una combinación de ambos Socket 370 y Slot 1. Iba dirigido al segmento de bajo coste del mercado, ofreciendo una plataforma robusta para sistemas monoprocesador. El 810 fue diseñado el primer chipset de Intel basado en una arquitectura de centro que se pretendía tener un mejor rendimiento de E/S.

## Características
Hay 5 variantes de i810
- 810-L: microATX (4 PCI), sin caché de video, Interfaz de discos ATA33.
- 810: microATX (4 PCI), sin caché de video, ATA33 y ATA66.
- 810-DC100: ATX (6 PCI), caché de video de 4 MB (AIMM), ATA33 y ATA66.
- 810E: FSB 133mhz, Pentium III o Celeron "Coppermine-EB" Series CPU.
- 810E2: soporte para Pentium III y Celeron CPUs con un proceso de 130 nm "Tualatin" core, ATA100 y 4 puertos USB 1.1.

Intel 810 intentó integrar tanta funcionalidad en la placa base como sea posible. Las características incluyen:
- Soporte para bus de 66 y 100 MHz
- 2 puertos USB.
- Un procesador gráfico integrado (IGP).
  - Basado en el acelerador 2D/3D Intel740 (i752).
  - Memoria de video (video RAM) dedicada opcional o caché o usar la memoria del sistema.
  - Decodificador por Hardware para DVD.
  - Salida de video digital
- Módem y audio AC'97

El diseño del centro está conformada por 3 chips, incluyendo el Graphics & Memory Controller Hub (GMCH), I/O Controller Hub (ICH), y el Firmware Hub (FWH). Estos componentes están conectados por un bus separado de 266 MB/s, el doble de la previamente típica 133 MB/s adjuntos a través de PCI-Bus. El mayor ancho de banda era necesario debido a la creciente demanda de transferencia de datos entre los componentes.
Los primeros GMCH (82810) chips (A2 paso a paso, usted encontrará los números de S-spec en el chipset en la cuarta línea: SL35K, SL35X, SL3KK, SL3KL, Q790, Q789) sólo puede apoyar Celeron como incapaz de manejar correctamente las instrucciones SSE.
El 810 soporta la operación asincrónica reloj de bus entre el chipset y la CPU (bus frontal) y la RAM del sistema. Por lo tanto, si la máquina está equipada con un Celeron que utiliza sólo un bus de 66 MHz, La memoria PC100 SDRAM todavía puede ser aprovechada y beneficiará a la IGP.
La placas basadas en el chipset rara vez tienen [cita requerida] un  AGP ranura de expansión, dejando al usuario que conformarse con PCI para opciones de la tarjeta de vídeo. Algunas placas basadas en i810 suele incluir una  ranura de expansión  AMR.